# کارکس پرکتا
کارکس پرکتا (نام علمی: Carex porrecta) نام یک گونه از سرده جگن است.